# Ischyropsalis
Ischyropsalis is een geslacht van hooiwagens uit de familie Ischyropsalididae.
De wetenschappelijke naam Ischyropsalis is voor het eerst geldig gepubliceerd door C.L. Koch in 1839. 

## Soorten
Ischyropsalis omvat de volgende 35 soorten:
- Ischyropsalis adamii Canestrini, 1873
- Ischyropsalis amseli Roewer, 1950
- Ischyropsalis apuana Caporiacco, 1930
- Ischyropsalis archeri Roewer, 1950
- Ischyropsalis asturica Roewer, 1950
- Ischyropsalis caporiaccoi Roewer, 1950
- Ischyropsalis carli Lessert, 1905
- Ischyropsalis coreana Suzuki, 1966
- Ischyropsalis corsica Roewer, 1950
- Ischyropsalis dentipalpis Canestrini, 1872
- Ischyropsalis dispar Simon, 1872
- Ischyropsalis hadzii Roewer, 1950
- Ischyropsalis helvetica Roewer, 1916
- Ischyropsalis helwigii (Panzer, 1794)
- Ischyropsalis hispanum Roewer, 1953
- Ischyropsalis janetscheki Roewer, 1950
- Ischyropsalis knirchi Roewer, 1950
- Ischyropsalis kollari C.L. Koch, 1839
- Ischyropsalis kratochvili Roewer, 1950
- Ischyropsalis lusitanica Roewer, 1923
- Ischyropsalis luteipes Simon, 1872
- Ischyropsalis magdalenae Simon, 1881
- Ischyropsalis manicata L.Koch, 1865
- Ischyropsalis muelleri Hansen & Sørensen, 1904
- Ischyropsalis muellneri Hamann, 1898
- Ischyropsalis navarrensis Roewer, 1950
- Ischyropsalis nicaea Roewer, 1950
- Ischyropsalis nodifera Simon, 1879
- Ischyropsalis pecinifera Hadzi, 1927
- Ischyropsalis pestae Roewer, 1950
- Ischyropsalis petiginosa Simon, 1913 (contra Hallan "Sabacon")
- Ischyropsalis pyrenaea Simon, 1872
- Ischyropsalis ravasinii Hadzi, 1942
- Ischyropsalis robusta Simon, 1972 (contra Hallan "Sabacon")
- Ischyropsalis redtenbacheri Doleschall, 1852
- Ischyropsalis ruffoi Caporiacco, 1949
- Ischyropsalis strandi Kratochvíl, 1936